# بلاوة ترة سفلي (مقاطعة تشرداول)
بلاوة ترة سفلي (بالفارسية: بلاوه تره سفلی) هي قرية تقع في قسم بيجنوند الريفي (مقاطعة تشرداول) في إيران. يقدر عدد سكانها بـ 290 نسمة .